# Rio Akhtuba
O rio Akhtuba (em russo: Ахтуба), transliterado Achtuba em alguns mapas) é um distributário esquerdo do rio Volga.
O Akhtuba se separa do Volga acima da cidade de Volgogrado, e flui para o delta do Volga no mar Cáspio. O antigo início do Akhtuba foi bloqueado pela barragem da Estação Hidroelétrica do Volga. Agora flui do Volga através de um canal de saída artificial de 6,5 quilômetros que começa abaixo da represa. O rio tem 537 quilômetros de comprimento. O fluxo médio de água é de 153 metros cúbicos por segundo.
As seguintes cidades se situam em ou perto do Akhtuba: Volzhsky (no começo do rio), Leninsk, Znamensk, Akhtubinsk, Kharabali (cerca de 5 quilômetros do rio). A capital do Canato da Horda Dourada, Sarai Batu, provavelmente estava localizada também ao longo do Akhtuba, não muito longe de Kharabali.
A área entre o Volga e o Akhtuba é conhecida como a planície de Volga-Akhtuba, que é uma das áreas preliminares de cultivo de vegetais da Rússia. É particularmente bem conhecida como uma das principais fontes de melancias consumidas na Rússia.